# Gerardo Sagredo
Gerardo Sagredo, também Gerhard ou Gellert, foi um bispo, sacerdote e missionário.

## Vida e obras

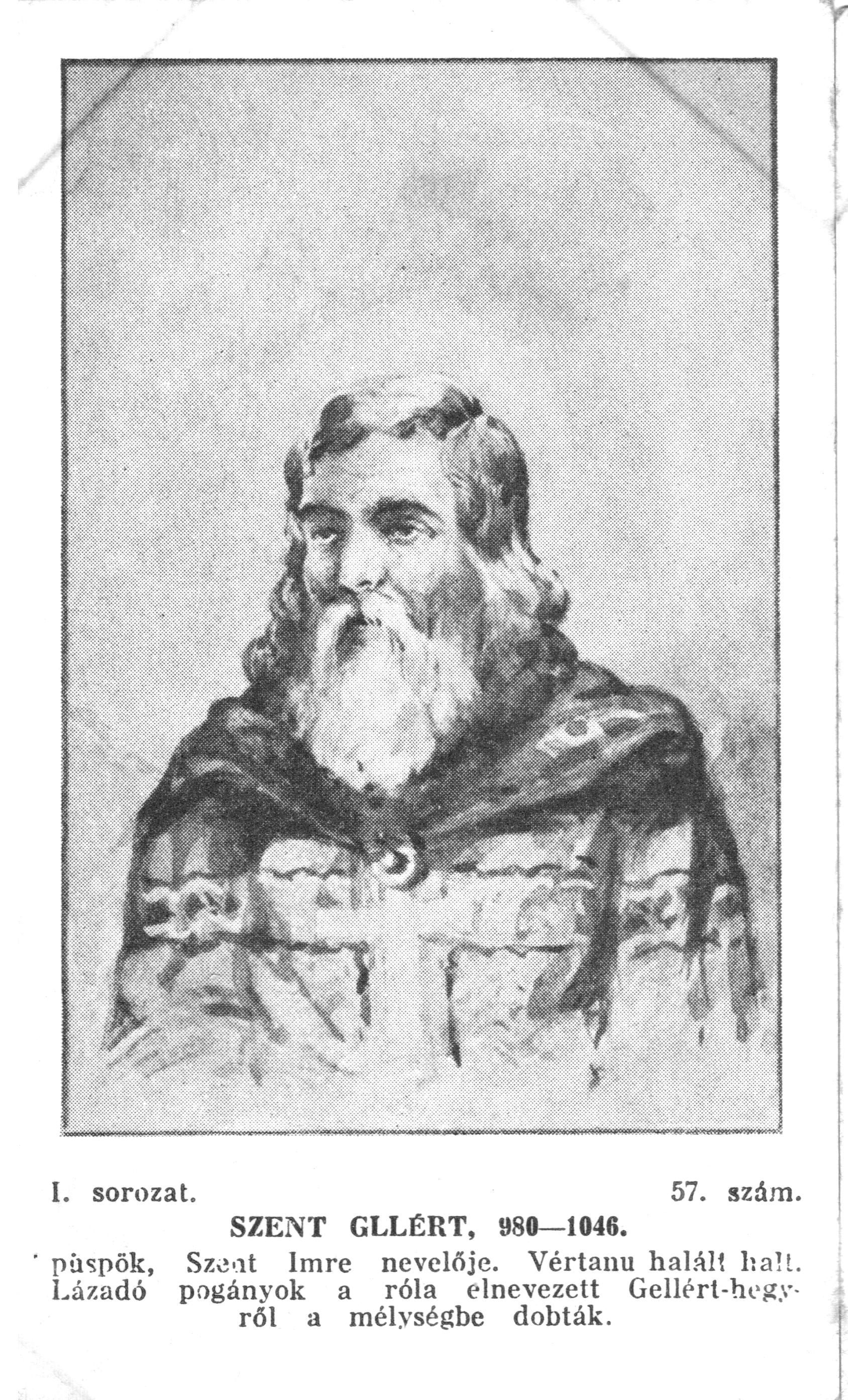
Retrato de São Gerardo, parte de uma série de cartões postais húngaros do início do século XX. A série, lançada na década de 1920, pertenceu anteriormente a Bálint János e inclui imagens de figuras históricas húngaras.

Gerardo estudou em uma escola beneditina, onde recebeu instrução religiosa e científica e foi para a corte da Hungria ser um missionário. Foi orientador espiritual e professor do filho rei Estevão I que também veio a ser santo, Santo Américo. Gerardo se uniu ao monarca para converter o povo húngaro ao cristianismo. Após a morte do Bispo de Csanád, Estêvão recomendou Gerardo para ocupar o lugar dele. Mesmo não querendo, assumiu o bispado, acabando com as crenças em outros deuses.
Após a morte do rei Estevão I, os sucessores queriam restabelecer o antigo regime religioso pagão. Morreu no dia 24 de setembro de 1046 juntamente com Bystrik e Buldus no Monte Gellért (renomeado em sua homenagem), em Budapeste. Supostamente, ele teria sido colocado numa carruagem de duas rodas, levado ao topo do morro e lançado ladeira abaixo. Estando ainda vivo, foi espancado até a morte. Outros relatos não verificados relatam que ele teria sido colocado num barril com pregos e rolado na ladeira.[carece de fontes?]

## Devoção
As relíquias do bispo estão em sua terra natal, na igreja de Nossa Senhora de Murano.[carece de fontes?]
O dia de sua morte é festejado como "Apóstolo da Hungria".